# BitMe
BitMe (estilizado como bitMe) é um canal de televisão por assinatura latino-americano, de origem mexicana, pertencente à TelevisaUnivision. Sua estreia ocorreu em 15 de julho de 2019, substituindo o canal Tiin.

## História
O projeto do canal teve início em 2018, quando a Televisa Networks propôs a criação de uma nova emissora voltada para conteúdos relacionados ao universo gamer e à cultura geek. Essa decisão foi motivada pela baixa audiência de seu antecessor, o canal Tiin, com o objetivo de atrair o público jovem.
Em 6 de janeiro de 2025, o canal atualizou a sua identidade visual, recebendo um novo logotipo.